# Оптический резонанс
Оптический резонанс — явление взаимодействия атомов с двумя энергетическими уровнями с мощным когерентным квазимонохроматическим импульсным лазерным излучением с частотой перехода между этими уровнями. В условиях оптического резонанса наблюдаются явления фотонного эха, оптической нутации, затухания свободной поляризации, самоиндуцированной прозрачности. Квантовая теория оптического резонанса основана на оптических уравнениях Блоха, являющимися аналогом уравнений Блоха для двухуровневых атомных систем. 